# توماس سنودن
توماس سنودن (بالإنجليزية: Thomas Snowden)‏ هو ضابط أمريكي، ولد في 12 أغسطس 1857، وتوفي في 1930.